# Blackburnium acutipenne
Blackburnium acutipenne är en skalbaggsart som beskrevs av Henry Fuller Howden 1979. Blackburnium acutipenne ingår i släktet Blackburnium och familjen Bolboceratidae. Inga underarter finns listade.